# Sarentino
Sarentino, németül: Sarntal, település Olaszországban, Bolzano autonóm megyében. Lakosainak száma 7181 fő (2023. január 1.). Sarentino Avelengo, Chiusa, Meltina, Renon, San Genesio Atesino, San Leonardo in Passiria, Scena, Varna, Villandro, Campo di Trens, Fortezza, Racines és Verano községekkel határos.

## Népesség
A település népességének változása:
| Lakosok száma | 7035 | 7058 | 7098 | 7181 |
|               | 2015 | 2017 | 2018 | 2023 |